# 萊克巴特勒 (佛羅里達州尤寧縣)
萊克巴特勒（英語：Lake Butler，或譯作巴特勒湖市）是美国佛罗里达州尤寧縣中的一座城市，按照2000年的人口普查市内有1927名居民。按照美国人口调查局的数据2004年其居民数为1988人。它是犹尼昂县的县治。

## 地理
萊克巴特勒的地理位置为北纬30°1'18"，西经82°20'27"。
根据美国人口调查局的数据萊克巴特勒的总面积为4.7平方公里，其中陆地面积占4.5平方公里，水面面积占0.3平方公里（总面积的6.01%）。

## 人口
根据2000年的人口普查数据萊克巴特勒有1927名居民，分723户、508个家庭，其人口密度为432.6人/平方公里。居民中64.50%的人是白人、31.81%的人是美国黑人、0.26%的人是美洲土著人、0.83%的人是亚洲人、0.10%的人是太平洋土著人、1.19%的人属于其它人种。1.30%的人是混血儿。西班牙裔或拉丁美洲裔的人占3.68%。
在市内的723个户中41.1%有18岁以下的未成年人生活，39.7%是结婚夫妇，26.4%是带孩子的单身妇女，29.7%不是家庭，26.7%是单身汉，10.2%有65岁以上的老年人生活。平均每户有2.63人，每个家庭平均有3.16人。
市内33.6%的人口是18岁以下的未成年人、10.6%的人口在18至24岁之间、25.2%的人口在25至44岁之间、18.8%的人口在45至64岁之间、11.8%的人口在65岁或以上。平均年龄为30岁。女子对男子的性别比为100:85.5，18岁以上的成年人的女子对男子的性别比为100:79.3。
市内每户的平均年收入为25,347美元，每个家庭的平均年收入为29,000美元。男子的平均年收入为26,951美元，女子的平均年收入为20,814美元。总人均年收入为14,174美元。22.3%的家庭、25.6%的市民生活在贫困线以下，其中包括30.6%的未成年人和28.8%的老年人。